# Kukulkan
Kukulkán je v majevski mitologiji bog, ki je prinašalec omike. Upodobljen je kot pernata kače.
Tolteki so ga poznali pod azteškim imenom Quetzalcoatl.